# Фишер, Таня
Таня Фишер (англ. Tanya Fisher; род. 23 октября 1968 года в Нортеме, Зап. Австралия, Австралия) — австралийская профессиональная баскетболистка, выступавшая в женской национальной баскетбольной лиге (ЖНБЛ) за клуб «Перт Брейкерс». Играла на позиции лёгкого форварда. Чемпионка и самый ценный игрок финала женской НБЛ (1992).

## Ранние годы
Таня Фишер родилась 23 октября 1968 года в городе Нортем (штат Западная Австралия).